# Éclipse solaire du 30 juin 1973
L'éclipse solaire du 30 juin 1973 est une éclipse totale, restée célèbre comme étant l'« éclipse du Concorde ».

## Une «grande totale» de notre époque
Elle fut une des « grandes totales » de notre époque, car faisant partie du saros solaire 136 produisant les éclipses actuelles les plus longues.
Avec une totalité maximale de juste plus de 7 min, ce sera la dernière fois qu'une éclipse totale dépasse cette durée jusqu'au XXIIe siècle.

## Observation à bord duConcorde 001
Cette éclipse reste célèbre par son observation particulière depuis le prototype 001 du Concorde spécialement modifié, au-dessus du Sahara durant 74 minutes, soit environ 10 fois le maximum d'une éclipse totale sur un point terrestre fixe. Huit astrophysiciens étaient présents et ont réalisé cinq expériences. Un photographe-cinéaste était également à bord pour immortaliser l'évènement.

### Préparation
Le Concorde a effectué son premier vol en 1969, et était à la fin de son programme d'essais. L'astrophysicien John Beckman demande au gouvernement britannique d'utiliser le prototype 002 pour suivre l'éclipse, exceptionnellement longue. Cette requête est refusée, mais Pierre Léna demande à André Turcat la même chose pour le prototype français 001. Cette fois-ci, la mission est acceptée, et les paramètres de vol commencent à être étudiés. Quatre hublots supplémentaires en verre de quartz sont ajoutés sur le toit de l'avion, afin de permettre le suivi de l'éclipse. Cinq équipes scientifiques préparent leur expérience, et doivent l'adapter aux contraintes du vol. La mission est définitivement validée en février 1973.

### Vol de suivi
L'avion est parti de l'aéroport de Gran Canaria (Îles Canaries) à 10 h 8 UTC pour atterrir à Fort-Lamy (actuellement N'Djaména, capitale du Tchad) à 12 h 56 UTC. Les expériences ont lieu entre 16 000 m et 17 000 m d'altitude, et entre Mach 2,05 et 2,09 (soit plus de 2 177 km/h à cette altitude, la vitesse par rapport au sol étant de 1 983,60 km/h).
L'équipage était composé de André Turcat (pilote), Jean Dabos (copilote), Michel Rétif et Jean Conche (mécaniciens), Henri Perrier (ingénieur d'essais), et Hubert Guyonnet (navigateur).

### Expériences réalisées
- Observation de la couronne solaire en infrarouge (scientifique Pierre Léna, France avec deux assistants à bord)[7].
- Observation de la couronne solaire en lumière visible (scientifiques Jean Bégot, France et Donald Liebenberg, États-Unis)[7].
- Observation de la chromosphère (scientifique John Beckman, Royaume-Uni)[7].
- Observation de l'effet de l'éclipse sur les atomes d'oxygène de l'atmosphère terrestre (scientifique Paul Wraight, Royaume-Uni)[7].